# صندوق التنمية العقاري السعودي
صندوق التنمية العقاري السعودي هو صندوق عقاري تنموي غير ربحي، أنشئ بموجب المرسوم الملكي سعودي بتاريخ الحادي عشر من جمادى الآخرة سنة 1394 هـ الموافق الحادي عشر من يوليو عام 1975، ثم بدأ الصندوق نشاطه في تقديم قروض للمواطنين لمساعدتهم على إقامة مساكن خاصة لهم، ولغرض الاستثمار، اعتبارا من بداية العام 1395 هـ، وبرأسمال قدره مائتان وخمسون مليون ريال، ثم تضاعف هذا الرقم إلى أن بلغ اثنين وثمانين مليار وسبعمائة وتسعة وستين مليون ريال. مقره العاصمة الرياض، ويرأسه وزير الإسكان ماجد الحقيل. ويُعد أفضل مركز اتصال حكومي لفئة خدمات الدعم الحكومي لسنة 2022 على مستوى الشرق الأوسط.

## نشاط الصندوق
يقدم الصندوق القروض للأفراد والمؤسسات لإقامة مشروعات عقارية للاستخدام الخاص أو الاستخدام التجاري، وقد تمكن الصندوق منذ بدء نشاطه عام 1395هـ وحتى نهاية العام 1419 هـ من تقديم 842.443 قرض خاص للأفراد، و488.2 قرض استثمار، وقد بلغت قيمتها الإجمالية مائة وعشرين مليار ومائة وأربعة وأربعين مليون ريال ساهمت في بناء حوالي خمسمئة وخمسة وخمسين ألفا وثمانمائة وست وستين وحدة سكنية، وتنقسم قروض الصندوق إلى قروض خاصة وقروض استثمار.

## نطاق خدمات الصندوق
تشمل خدمات صندوق التنمية العقاري حوالي 3976 مدينة وقرية وهجرة في مختلف مناطق المملكة العربية السعودية، متمثلة في خمس وعشرون فرع متوزعة على المناطق والمحافظات الكبرى في المملكة العربية السعودية ، وبناء على قرار مجلس الوزراء السعودي عام 1409 هـ أنيطت بالصندوق مهمة توزيع الوحدات السكنية بمشاريع الإسكان التي نفذتها وزارة الإسكان في عدد من مناطق المملكة على المواطنين الذين لهم طلبات قروض تحت الانتظار.

## برنامج القرض العقاري
هو برنامج تمويل سكني مدعوم الأرباح يقدمه الصندوق العقاري بمبلغ يصل حتى 500,000 ريال سعودي، ويخدم البرنامج المستفيدين بعد حصولهم على تمويل عقاري من البنوك والشركات التمويلية المشاركة، ويقدم الصندوق مبلغ دعم شهري يغطي أرباح التمويل بنسبة تتراوح بين 35% كحد أدنى و100% كحد أعلى، ويُحول المبلغ لحساب المستفيد مباشرةً بعد سداده للقسط الشهري المستحق عليه من جهة التمويل.

### خيارات البرنامج
يتيح البرنامج للمستفيدين صرف القرض في أحد الأمور التالية:
- شراء وحدة سكنية جاهزة
- تمويل البناء الذاتي
- شراء وحدة سكنية قيد الإنشاء
- تمويل برهن العقار
- دعم التمويل القائم[6]

## وصلات خارجية
- الموقع الرسمي لصندوق التنمية العقاري السعودي